# マウス・オブ・マッドネス
『マウス・オブ・マッドネス』（In the Mouth of Madness）は、1994年に製作公開されたアメリカ合衆国のホラー映画。失踪した作家を探す用命を受けた保険会社社員が、著作小説にヒントがあることに気づき、行方を追い始めるが、様々な怪奇現象に遭遇する物語である。
直接的な描写は無いものの、クトゥルフ神話を下敷きにした隠喩や用語が作品中に頻出する。例えば、作中に登場するモーテルの名前「ピックマン・ホテル」や、同神話作品群の出版で著名な出版社「アーカム・ハウス」を連想させる「アルケイン出版」、原題の「In the Mouth」を続けて発音するとインスマスになる点などであるが、本作の原題「In the Mouth of Madness」そのものがハワード・フィリップス・ラヴクラフトの小説『狂気山脈』（または『狂気の山脈にて』、原題：At the Mountains of Madness、1931年）を示唆するものである。

## あらすじ
「自分の作品は現実だ」と言い残して失踪したベストセラー・ホラー作家サター・ケイン。彼に保険金を掛けていた出版社の社長と担当編集者リンダは、保険調査員のトレントにケインの捜索を依頼する。奇妙にも仕事を受ける直前にトレントは発狂した男に襲われており、警官に射殺されたその狂人こそがケインの居場所を唯一知る出版仲介人であった。トレントは読者を狂わせると曰く付きのケインの小説を読み漁り悪夢に悩まされるようになるが、小説の表紙がニューハンプシャー州の地図になっていることを突き止め、リンダを連れて調査へ向かう。道中様々な怪奇現象に見舞われながらも到着した場所にあったのは、ケインの小説に登場する「ホブの街」と寸分違わぬ街だった。出版社が用意した謎解き企画のセットではないかと疑うトレントだったが、徐々に小説が現実を浸蝕する悪夢の世界に巻き込まれていく。

## 登場人物
ジョン・トレント
演 - サム・ニール、吹替 - 安原義人
フリーの保険調査員。
リンダ・スタイルズ
演 - ジュリー・カーメン、吹替 - 高島雅羅
アルケイン出版でケインを担当していた女性編集者。トレントと共にケイン捜索にあたる。
サター・ケイン
演 - ユルゲン・プロホノフ、吹替 - 千田光男
世界中でカルト的な人気を誇るベストセラー・ホラー作家。
ジャクソン・ハーグロウ
演 - チャールトン・ヘストン、吹替 - 納谷悟朗
アルケイン出版の社長。
ウレン博士
演 - デビッド・ワーナー、吹替 - 塚田正昭
精神科医。
ピックマン夫人
演 - フランセス・ベイ、吹替 - 瀬畑奈津子
ホテルの女主人。

## オリジナル小説
- マウス・オブ・マッドネス（朝松健、学習研究社）

## 評価
レビュー・アグリゲーターのRotten Tomatoesでは45件のレビューで支持率は58%、平均点は5.80/10となった。Metacriticでは17件のレビューを基に加重平均値が53/100となった。

## 関連事項
- スティーヴン・キング：ベストセラー・ホラー作家。サター・ケインのモデルとも言われる。